# Platychelipus delamarei
Platychelipus delamarei är en kräftdjursart. Platychelipus delamarei ingår i släktet Platychelipus och familjen Laophontidae. Inga underarter finns listade i Catalogue of Life.